# سیارک ۲۷۲۸۶
سیارک ۲۷۲۸۶ (به انگلیسی: 27286 Adedmondson، نامگذاری:2000AL111)۲۷۲۸۶مین سیارک کشف شده‌است که در ۰۵ ژانویه ۲۰۰۰ کشف شد.